# ПЕС MeyGen
ПЕС MeyGen (англ. MeyGen tidal energy project) – припливна електростанція, розташована біля північного узбережжя Шотландії у протоці Пентленд-Ферт, яка відокремлює острів Велика Британія від Оркнейського архіпелагу.
Постійні сильні течії в протоці, через яку відбувається водообмін між Північним морем та Атлантичним океаном, сприяли її вибору для розміщення припливної станції з можливою потужністю до 398 МВт (показник буде досягнутий у випадку реалізації всіх запланованих етапів будівництва). При цьому перша черга ПЕС повинна мати потужність у 86 МВт, а її розпочатий в 2016 році перший етап (MeyGen 1А) складається з чотирьох турбін загальною потужністю лише 6 МВт. 
ПЕС знаходиться в піденній частині протоки у 2 км від узбережжя Шотландії (між ним та островом Строма). Його турбіни етапу розміщуються на фундаментах типу «трипод» вагою до 350 тон, які додатково баластуються шістьма блоками загальною вагою 1200 тон. Осінню 2016-го самопідіймальне судно Neptune встановило чотири такі конструкції. Враховуючи експериментальний характер станції, на етапі 1А використали одразу два типи турбін: три Andritz Hydro Hammerfest AH1000 MK1 та одну Atlantis Resources AR1500 (останню змонтували у лютому 2017-го).
Видача продукції відбувається по кабелю, що працює під напругою 33 кВ, до точки підключення в Ness of Quoys.
В середині 2017-го турбіни демонтували для усунення виявлених недоліків. Повторний запуск всіх агрегатів очікувався до кінця 3-го кварталу.
На етапі 1B збираються випробувати монопальний тип фундаменту, який до того знайшов широке застосування в офшорній вітроенергетиці.